# こしの都ネットワーク
こしの都ネットワーク株式会社（こしのみやこネットワーク、旧・丹南ケーブルテレビ、Koshinomiyako Network, Inc.）は、福井県越前市に本社を置き、越前市・鯖江市・丹生郡越前町をエリアとするケーブルテレビ局である。

## 沿革
- 1997年（平成9年）
  - 9月：情報基地開設準備室開設（武生商工会議所内）。
  - 10月31日：会社設立[1]。
- 1998年（平成10年）
  - 2月13日：有線テレビジョン放送施設設置許可[1]。
  - 8月 - 試験放送開始。
  - 10月1日：開局、武生市（当時）でのサービスを開始（第1期）[1]。
- 1999年（平成11年）10月：武生市第2期開局。
- 2000年（平成12年）
  - 4月5日：第1種電気通信事業許可[1]。
  - 9月1日：インターネット接続サービス開始[1]。
  - 12月10日：鯖江市・今立町（当時）第1期開局[3]。
- 2001年（平成13年）
  - 3月：武生市第3期開局。
  - 12月：鯖江市・今立町第2期開局。
- 2002年（平成14年）12月：朝日町・宮崎村（いずれも当時）開局。
- 2006年（平成18年）5月：デジタルサービス開始[1]。
- 2008年（平成20年）2月1日：越前町織田地区開局[4]。
- 2011年（平成23年）
  - 7月24日：地上デジタルに移行。
  - 8月1日：ケーブルプラス電話（KDDI）サービス開始[1]。
- 2016年（平成28年）10月：スマートフォンサービス「ケーブルスマホ」を開始[1]。
- 2020年（令和2年）3月3日：北陸電力との割引サービス「でんき&ケーブルまとめ割」を開始（福井県内の事業者で初）[5][6]。
- 2023年（令和5年）10月1日：丹南ケーブルテレビから「こしの都(みやこ)ネットワーク」に社名変更。

## 事業所
- 本社：越前市塚町101番地
- さばえスタジオ：鯖江市本町二丁目2番16号 市民ホールつつじ（鯖江市地域交流センター）2階

## サービスエリア
- 越前市[1]
- 鯖江市[1]
- 丹生郡越前町[1]

## 主な放送チャンネル

### 地上波系列別再送信局
| NHK-G   | NHK-E   | NNN/NNS  | ANN          | JNN      | TXN | FNN/FNS    | JAITS |
| ------- | ------- | -------- | ------------ | -------- | --- | ---------- | ----- |
| NHK福井 | NHK福井 | 福井放送 | 北陸朝日放送 | 北陸放送 |     | 福井テレビ |       |

テレビ放送
| チャンネル | チャンネル | 放送局                                               |
| 基本       | 別途契約   | 放送局                                               |
| ---------- | ---------- | ---------------------------------------------------- |
| 011        |            | NHK総合・福井                                        |
| 021        |            | NHK Eテレ 福井                                       |
| 051        |            | 北陸朝日放送                                         |
| 061        |            | 北陸放送                                             |
| 071        |            | 福井放送                                             |
| 081        |            | 福井テレビ                                           |
| 091        |            | こしの都TV9チャン                                    |
| 121        |            | こしの都ライフTV                                     |
| 101        |            | NHK BS                                               |
| 141        |            | BS日テレ                                             |
| 151        |            | BS朝日                                               |
| 161        |            | BS-TBS                                               |
| 171        |            | BSテレ東                                             |
| 181        |            | BSフジ                                               |
|            | 191        | WOWOWプライム                                        |
|            | 192        | WOWOWライブ                                          |
|            | 193        | WOWOWシネマ                                          |
| 200        |            | BS10                                                 |
| 201        |            | BS10スターチャンネル                                 |
| 211        |            | BS11                                                 |
| 222        |            | BS12 トゥエルビ                                      |
| 231        |            | 放送大学テレビ                                       |
| 232        |            | 放送大学テレビ                                       |
| 101        |            | 鉄道チャンネル                                       |
| 105        |            | ダンスチャンネル by エンタメ〜テレ                   |
| 113        |            | チャンネル銀河 歴史ドラマ・サスペンス・日本のうた HD |
| 121        |            | ディスカバリーチャンネル(HD)                         |
| 122        |            | ムービープラス HD                                    |
| 123        |            | 女性チャンネル♪LaLa TV（HD）                         |
| 124        |            | スーパー！ドラマTV ＨＤ #海外ドラマ☆エンタメ         |
|            | 127        | 衛星劇場 HD                                          |
| 128        |            | 日本映画専門チャンネルHD                             |
|            | 132        | J SPORTS 4 HD                                        |
| 136        |            | テレ朝チャンネル1 HD                                 |
|            | 137        | フジテレビNEXT ライブ・プレミアム（HD）              |
| 138        |            | フジテレビONE スポーツ・バラエティ（HD）             |
| 139        |            | フジテレビTWO ドラマ・アニメ（HD）                   |
| 141        |            | ホームドラマチャンネル HD 韓流・時代劇・国内ドラマ   |
| 146        |            | GAORA SPORTS HD                                      |
| 147        |            | スカイA                                              |
| 148        |            | アクションチャンネル                                 |
| 151        |            | 映画・チャンネルNECO-HD                              |
|            | 154        | TAKARAZUKA SKY STAGE                                 |
| 156        |            | スペースシャワーTV HD                                |
| 158        |            | J SPORTS 3 HD                                        |
| 160        |            | MONDO TV HD                                          |
|            | 164        | グリーンチャンネルHD                                 |
|            | 165        | グリーンチャンネル 2 HD                              |
| 166        |            | 日テレジータス HD                                    |
| 167        |            | ゴルフネットワーク HD                                |
|            | 173        | 東映チャンネル HD                                    |
|            | 174        | KNTV HD                                              |
| 185        |            | 日経CNBC HD                                          |
| 192        |            | ジュエリー☆GSTV                                      |
| 234        |            | 時代劇専門チャンネル                                 |
| 240        |            | カートゥーン ネットワーク 海外アニメ国内アニメ       |
| 241        |            | アニマックス                                         |
| 242        |            | キッズステーション                                   |
| 252        |            | 日テレNEWS24                                         |
| 258        |            | テレ朝チャンネル2                                    |
| 260        |            | J:COM BS                                             |
| 264        |            | 歌謡ポップスチャンネル                               |
| 265        |            | BSよしもと                                           |
| 271        |            | ショップチャンネル                                   |
|            | 287        | レジャーチャンネル                                   |
|            | 288        | SPEEDチャンネル                                      |
|            | 290        | プレイボーイチャンネル                               |
|            | 291        | レッドチェリー                                       |
|            | 292        | レインボーチャンネル                                 |
|            | 293        | ミッドナイト・ブルー                                 |
|            | 294        | チェリーボム                                         |
|            | 295        | パラダイステレビ                                     |
| 501        |            | QVC                                                  |
| 531        |            | 放送大学BSラジオ                                     |

4K・8K放送
| チャンネル | 放送局                |
| ---------- | --------------------- |
| 4K-BS101   | NHK BSプレミアム4K    |
| 8K-BS102   | NHK BS8K              |
| 4K-BS141   | BS日テレ 4K           |
| 4K-BS151   | BS朝日 4K             |
| 4K-BS161   | BS-TBS 4K             |
| 4K-BS171   | BSテレ東 4K           |
| 4K-BS181   | BSフジ 4K             |
| 4K-BS211   | ショップチャンネル 4K |
| 4K-BS221   | 4K QVC                |

- 4K・8K放送はセットトップボックス（STB）での視聴はできない。また、WOWOW 4Kは別途契約が必要となる。

### ラジオ局
ラジオの再送信は、「たんなんライフTV」のデータ放送で実施している。以下の放送局・チャンネルが対象となっている。
- NHKラジオ第1（福井）
- 福井放送（FBCラジオ、FM補完放送）
- 福井エフエム放送（FM福井）
  - なお、さばえスタジオと同じ建物内にスタジオ・事務所を置いているたんなん夢レディオ（たんなんFM）は対象外となっている。

## サービス内容

### ケーブルテレビ
こしの都TV９チャン
サービスエリア内の行政情報や地域向けの番組が放送される。個別の番組の詳細は、公式サイトのコミュニティチャンネルを参照。
- 地域情報
- ご近所CATV：福井ケーブルテレビ・嶺南ケーブルネットワーク・ケーブルテレビ若狭小浜
- 県外CATV：あさがおテレビ（石川県白山市）・飛騨高山ケーブルネットワーク（岐阜県高山市）
- 地域発!ど・ろーかるNEWS（J:COM、BSよしもとでも放送） - こしの都TV９チャンでは「北海道・東北・北陸」のみ放送。
- 野路由紀子 歌めぐり 私が生まれて育ったところ（2022年4月に放送開始）[7]

こしの都ライフTV
気象情報やライブカメラ映像（道路映像）など。

### インターネット・電話
インターネット
インターネット接続サービスは、「nextr」（ネクスタ）の名称でサービスが提供されている。また、オプションサービスとしてWi-Fiの「nextrメッシュWi-Fi」がある（別途申し込みが必要）。
- nextr 2G
- nextr 120M
- nextr 30M（auスマートバリューの適用対象外）

電話（IP電話）
固定電話としてKDDIのケーブルプラス電話が提供されているが、ケーブルプラス電話単独での契約はできない。

### スマートフォン
MVNOとして、スマートフォンのサービスを提供している。NTTドコモの回線を利用したサービスとなっており、以下の料金プランが設定されている。
- トークスマホ（通話・ネット接続） - 1G・3G・5G・7G・20G
- データスマホ（ネット接続のみ） - 3G・5G・7G・20G

## 映画製作
- つむぐもの（2016年） - 石倉三郎の初主演作品、製作委員会として参加[8]。